# عريض (سمك)
'العَرِيض' (عربية) أو 'السَرْب' (معربة)  نوع من فصيلة الأسبور ذكره فورسكال وقال أن اسمه السرب والعريض بالعربية وورد ذكره في كتاب الإفادة والاعتبار لعبد اللطيف البغداديّ وقال (ده ساسي) في الشرح أنّه يسمى الشرب بالإسكندرية.